# Banyuglugur
Banyuglugur is een bestuurslaag in het regentschap Situbondo van de provincie Oost-Java, Indonesië. Banyuglugur telt 2634 inwoners (volkstelling 2010).